# کمیته اعانه ایران
کمیته اعانه ایران (Persian Relief Committee، تأسیس ۱۹۱۶) نام یک سازمان آمریکایی در ایران بود که به منظور کمک به مردم آسیب‌دیدهٔ این کشور در جریان جنگ جهانی اول و آثار ناشی از آن تشکیل گردید.
این سازمان در ایران و به ریاست یک میسیونر به نام جان لاورنس کلدول (John Lawrence Caldwell) تأسیس شد. 
به منظور تأمین مخارج این سازمان و تقویت افرادی که در این زمینه تلاش می‌کردند، کمیته‌ای به نام کمیسیون اعانه ایران و آمریکا (American Persian Relief Commission) در نیویورک تشکیل گردید که ریاست آن بر عهده دکتر هری پرات جادسون (Harry Pratt Judson)، رئیس دانشگاه شیکاگو بود. 
بنا به گزارشی، مبلغ ۲٬۲۷۱٬۵۷۰ دلار و نیز مقداری غله برای کاشت و ماشین‌های باربری برای حمل غذا از هند به ایران توسط این سازمان اهدا گردیده است.
گفته شده در جنگ جهانی اول، وزارت امور خارجه آمریکا نیز صلیب سرخ را وادار کرد کمک‌های زیادی را به ایران اختصاص دهد.